# Chukiat Chimwong
Chukiat Chimwong (thailändisch ชูเกียรติ ฉิมวงศ์, * 3. Mai 1987) ist ein thailändischer Fußballspieler.

## Karriere
Chukiat Chimwong spielte bis 2016 beim PT Prachuap FC. Der Verein aus Prachuap Khiri Khan spielte in der zweithöchsten Liga des Landes, der Thai Premier League Division 1. Wo er vorher gespielt hat, ist unbekannt. Die Saison 2018 wechselte er zum Ligakonkurrenten Krabi FC nach Krabi. Ende 2018 musste er mit Krabi den Weg in die Drittklassigkeit antreten. Chukiat Chimwong verließ den Club und schloss sich 2019 dem Zweitligisten Ubon United aus Ubon Ratchathani an. Für Ubon spielte er die Hinrunde. Zur Rückrunde wechselte er zum Ligakonkurrenten MOF Customs United FC nach Bangkok. 2020 wurde er vom ebenfalls in der zweiten Liga spielenden Kasetsart FC unter Vertrag genommen. Für den Bangkoker Verein absolvierte er 2020 drei Zweitligaspiele. 2021 wechselte er zum Ligakonkurrenten Lampang FC nach Lampang. Hier stand er achtmal in der zweiten Liga im Tor. Zur Saison 2021/22 unterschrieb er einen Vertrag beim Drittligisten Bankhai United FC. Der Verein aus Ban Khai spielt in der Eastern Region der dritten Liga. Im Januar 2022 zog es ihn in die Southern Region, wo er sich dem Drittligisten Patong City FC aus Phuket anschloss.